# Ferula krylovii
Ferula krylovii är en flockblommig växtart som beskrevs av Jevgenij Korovin. Ferula krylovii ingår i släktet stinkflokesläktet, och familjen flockblommiga växter. Inga underarter finns listade i Catalogue of Life.